# Ізоціанід водню
Ізоціанід водню — хімічна речовина з молекулярною формулою HNC. Мінорний таутомер ціаніду водню (HCN). Його важливість у галузі астрохімії пов'язана з його повсюдністю в міжзоряному середовищі.

## Номенклатура
Ізоціанід водню, і азанілідинійметанід є правильними назвами IUPAC для HNC. Немає бажаної назви IUPAC. Другий — відповідно до правил замінної номенклатури, похідний від вихідного гідриду азана (NH3) та аніона метаніду (CH−3).